# Eurypteryx
Eurypteryx é um gênero de mariposa pertencente à família Bombycidae.

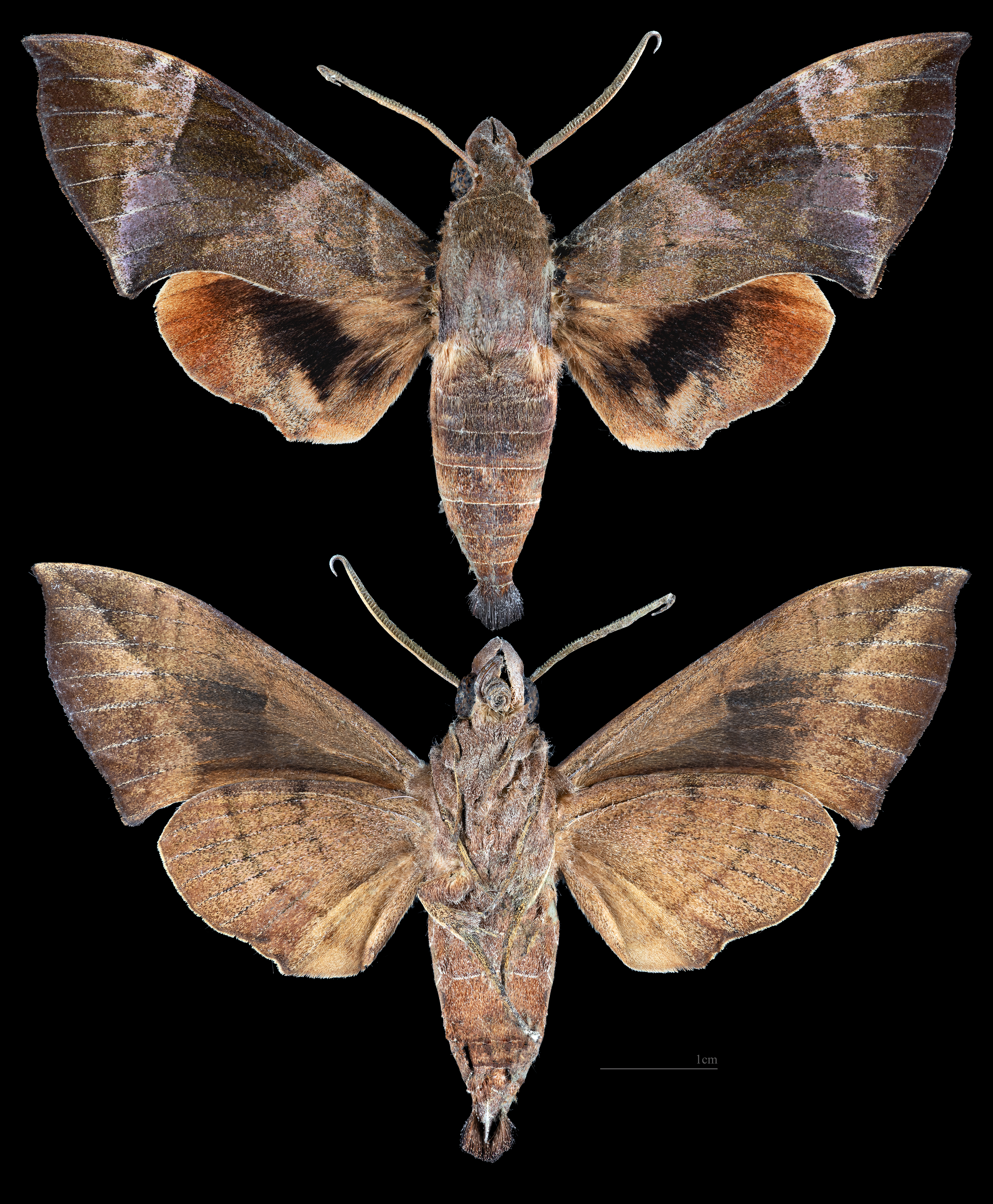
Eurypteryx alleni
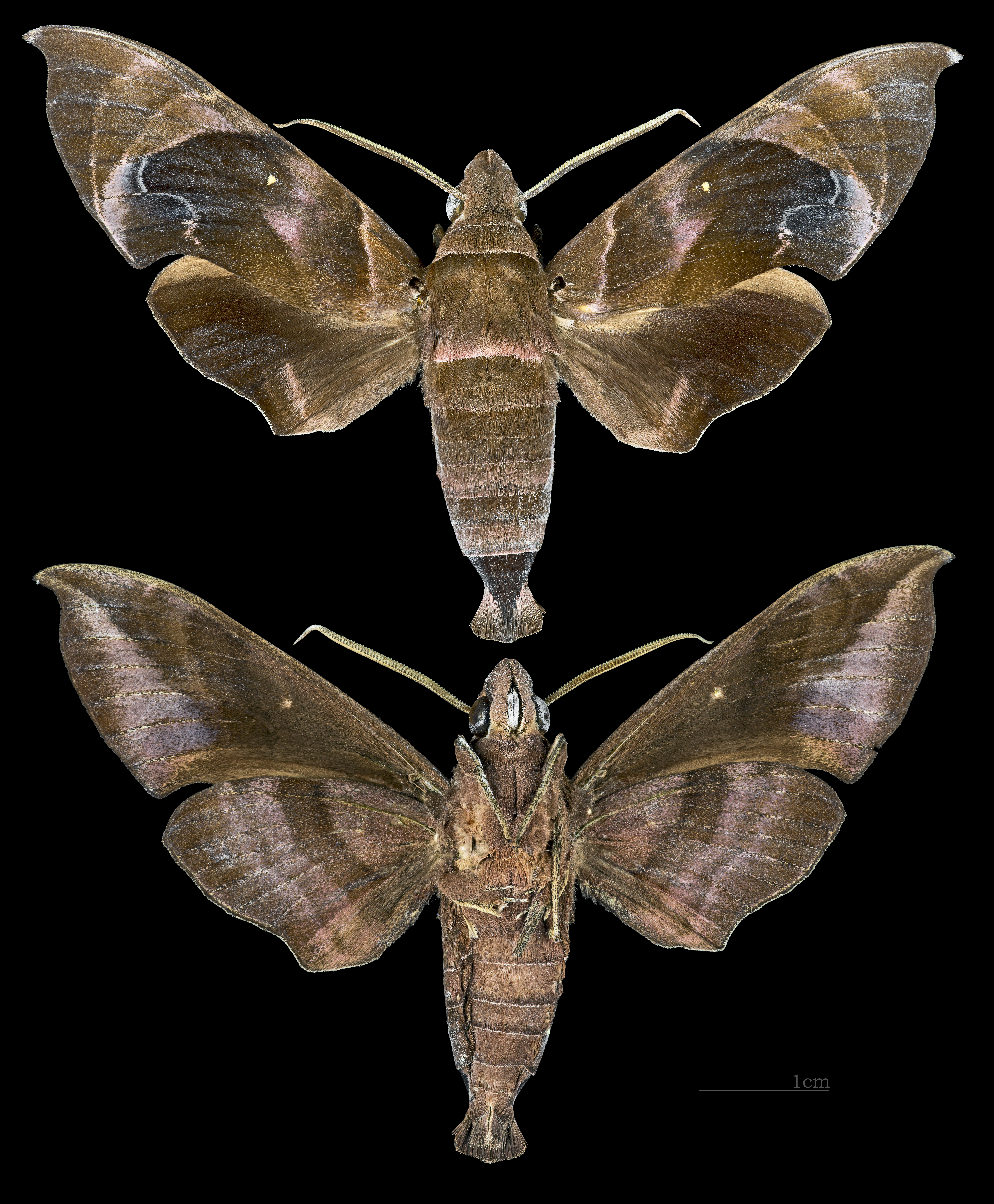
Eurypteryx bhaga
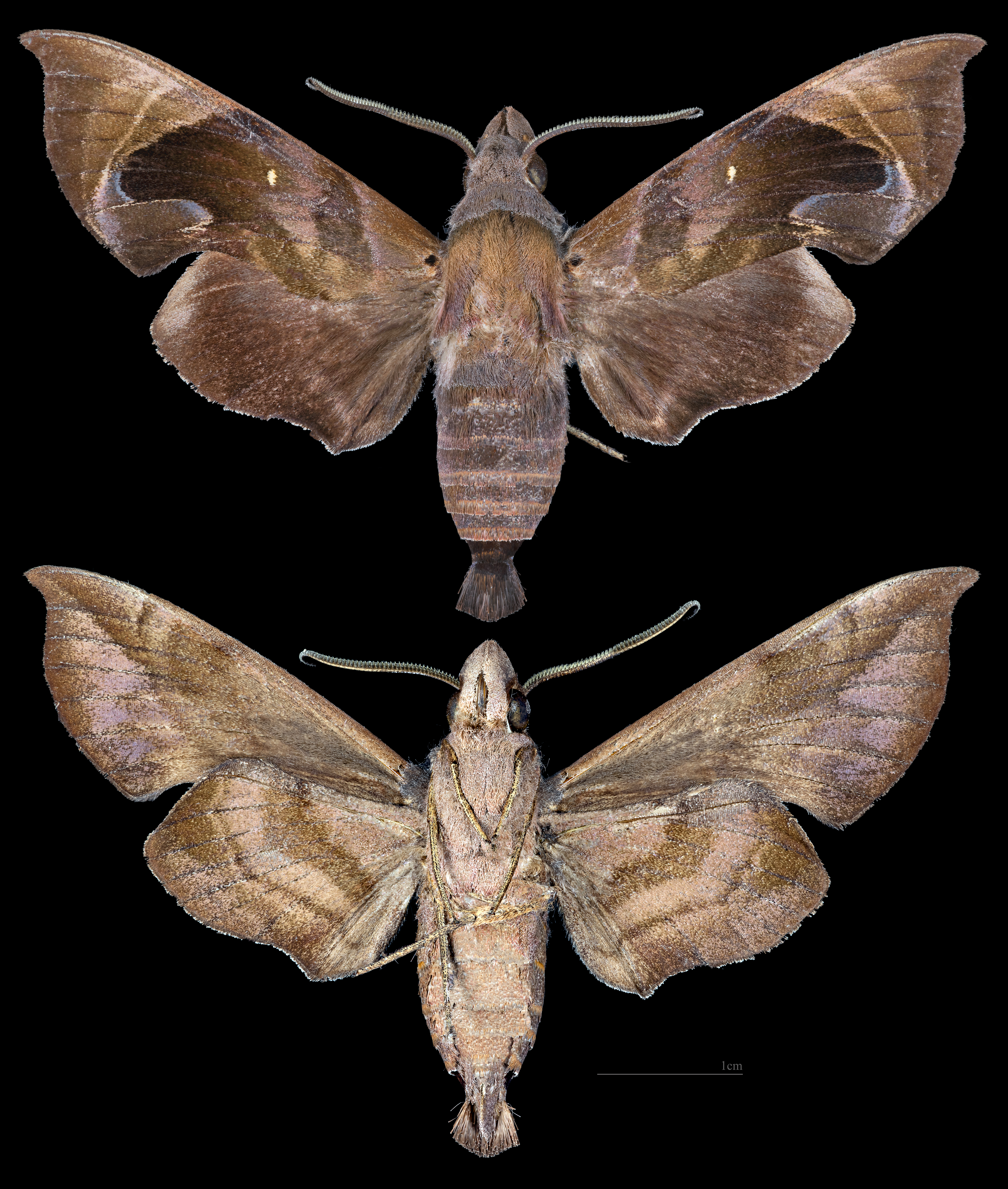
Eurypteryx obtruncata